# 芝不器男
芝 不器男（しば ふきお、1903年（明治36年）4月18日 - 1930年（昭和5年）2月24日）は、日本の俳人。「天の川」の代表作家として活躍、「ホトトギス」でも四S以降の新人として注目されたが、句歴四年、26歳で夭折した。愛媛県出身。

## 生涯
愛媛県北宇和郡明治村（現・松野町）で生まれる。父・来三郎、母・キチの四男。父は教員や村長を歴任し俳句も作った。「不器男」の命名は『論語』の「子曰、君子不器」（子曰く、君子は器ならず）による。1920年（大正9年）、宇和島中学校（一級上に富澤赤黄男がいた）を卒業し、松山高等学校に入学。 高校では山岳部に所属、日本アルプスを踏破した。
1923年（大正12年）、東京帝国大学農学部林学科に入学。夏期休暇で愛媛に帰省中に関東大震災が起こったため休学。以後東京へは行かなかった。家郷にて、姉の誘いで長谷川零余子が主宰する「枯野」句会に出席し句作を始める。当初、号を芙樹雄または不狂としていた。1925年（大正14年）東京帝大を中退し、東北帝国大学工学部機械工学科に入学。兄の勧めで吉岡禅寺洞の主宰する「天の川」12月号より投句。翌月号で早くも巻頭を取り、以後内田慕情、日野草城と巻頭を競う。また禅寺洞に勧められ、本名の不器男を俳号とした。
1926年（大正15年）、「ホトトギス」にも9月号より投句を始め、入選句「あなたなる夜雨の葛のあなたかな」が高浜虚子の名鑑賞を受け注目を浴びる。冬季休暇で帰省して以後は仙台に戻らず、1927年（昭和2年）東北帝大より授業料の滞納を理由に除籍処分を受ける。 
1928年（昭和3年）、伊予鉄道電気副社長・太宰孫九の長女・文江と結婚し、太宰家の養嗣子となる。1929年（昭和4年）、睾丸炎を発病し、福岡市の九州帝国大学附属病院後藤外科に妻を伴い入院。この時に初めて禅寺洞と対面した。12月に退院し福岡市薬院庄に仮寓。「天の川」の俳人であった主治医・横山白虹の治療を受ける。1930年（昭和5年）1月になると病状が悪化し、2月24日午前2時15分永眠、享年26。
1934年（昭和9年）、横山白虹によって限定300部の『不器男句集』が編まれ、175句が収められた。白虹は「彗星（コメット）の如く俳壇の空を通過した」と不器男を評している。その後は『定本芝不器男句集』（1970年）、『不器男全句集』（1980年）などが出ている。
郷里の松野町では、毎年命日に「不器男忌俳句大会」が開催されている。1988年（昭和63年）、松野町が生家を改装し、「芝不器男記念館」が開館。2002年（平成14年）には生誕100年を記念し、愛媛県文化振興財団により芝不器男俳句新人賞が設けられた。
また、松野町には1955年（昭和30年）から1998年（平成10年）にかけて、町や町民有志によって複数の句碑が建てられている。町の中心地には17基の句碑があり、2022年に松野町教育委員会は差し替え式の句碑になっている松野西小学校にある句碑以外の16基にQRコード式の音声案内を設置した。

## 作品
- 永き日のにはとり柵を越えにけり
- 麦車馬におくれて動き出づ
- 向日葵の蘂を見るとき海消えし
- あなたなる夜雨の葛のあなたかな
- 卒業の兄と来てゐる堤かな
- 白藤や揺りやみしかばうすみどり
- 一片のパセリ掃かるゝ暖炉かな

などが代表句。古語を生かした情趣の深い作風であり、新興俳句運動の勃興期にあって伝統俳句に新たな息吹を吹き込んだ点で評価される。とくに写生の対象としての外界の風物を、自身の内面で独自の静謐な時間性のうちに捉えなおすことに特色があるとされており、「天の川」でのライバルであった内田慕情はこれを「情懐の写生」と呼んだ。
「あなたなる夜雨の葛のあなたかな」は、「二十五日仙台に着く　みちはるかなる伊予のわが家をおもへば」の前書きがある句である。高浜虚子の「この句は作者が仙台にはるばるついて、その道途を顧み、あなたなる、まず白河あたりだろうか、そこで眺めた夜雨の中の葛を心に浮かべ、さらにそのあなたに故国伊予を思ふ、あたかも絵巻物風の表現をとったのである」という評が名鑑賞として知られる。石田波郷はさらにこれに触れて「不器男の句には幽惋なる情趣、遊子のかなしみがある」と評している。
「一片のパセリ掃かるゝ暖炉かな」は絶筆で、「大舷の窓被ふある暖炉かな」「ストーブや黒奴給仕の銭ボタン」とともに死後「天の川」の追悼号に掲載された。病床の不器男を慰めるために、横山白虹ら「天の川」の句友によって開かれた句会で作られたものである。

## 作品集
- 『不器男句集』　横山白虹編、天の川遠賀支社、1934年／現代俳句社（復刊）、1947年
- 『定本芝不器男句集』　昭森社、1970年
- 『不器男全句集』 私家版、1980年
- 『麦車-芝不器男句集』　飴山実編、ふらんす堂〈ふらんす堂文庫〉、1992年
- 『不器男句文集』 私家版、1980年

## 関連文献
- 飴山實 『芝不器男伝』 昭森社、1970年
- 堀内統義 『峡のまれびと ―夭折俳人芝不器男の世界』 邑書林、1996年
- 岡田日郎編著 『芝不器男研究』、梅里書房、1997年
- 坪内稔典・谷さやん 編著 『不器男百句』 創風社出版、2006年
- 谷さやん 『芝不器男への旅』 創風社出版、2012年